# Miguel Ángel

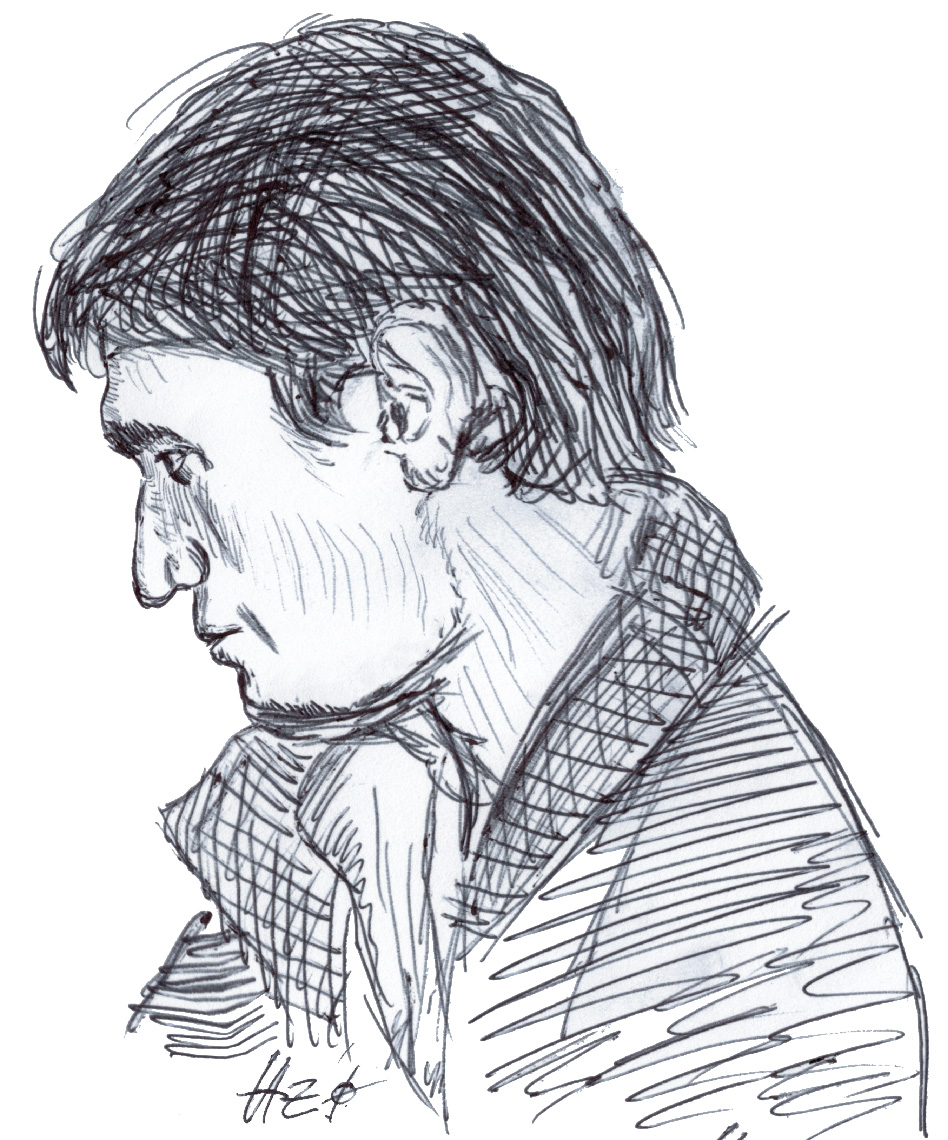
Miguel Ángel Félix Gallardo

Miguel Ángel Félix Gallardo alias El Padrino, Jefe de Jefes oder Kokain-Zar (* 8. Januar 1946 in Culiacán, Sinaloa) ist ein ehemaliger mexikanischer Drogenboss und Mitbegründer des Guadalajara-Kartells, das in den 1980er-Jahren den Kokain-Schmuggel in Mexiko beherrschte.

## Kriminelle Karriere
Félix Gallardo trat mit 17 Jahren in den Polizeidienst ein und wurde später Leibwächter von Leopoldo Sánchez Celis, der PRI-Mitglied und Gouverneur von Sinaloa (1963–1968) war.
Ab den 1960er Jahren arbeitete Félix Gallardo für Pedro Avilés Pérez, der der erste große Drogenboss in Sinaloa war und als erster mexikanischer Drogenhändler Flugzeuge benutzte, um Marihuana und Heroin in die Vereinigten Staaten zu schmuggeln. In dessen Organisation war Félix Gallardo unter anderem für Abmachungen mit wichtigen Staatsbeamten verantwortlich. Die mexikanische  Operation Condor von 1975 bis 1977 führte dazu, dass Félix Gallardo sein Hauptquartier nach Guadalajara verlegte. Am 15. September 1978 wurde Avilés Pérez bei einer Schießerei von der mexikanischen Bundespolizei getötet. Félix Gallardo übernahm die Zügel der Organisation, die bis dato niemals eine definierte Identität hatte und kurz davor war zu zerbröckeln, und gründete gemeinsam mit Ernesto Fonseca „Don Neto“ Carrillo und Rafael Caro Quintero das Guadalajara-Kartell. Kokaintransporte nach und von Mexiko liefen in enger Zusammenarbeit mit dem honduranischen Drogenhändler Juan Ramon Mata-Ballasteros, wobei der Vertrieb in den USA bei den kolumbianischen Kartellen lag. Obwohl er einer der meistgesuchten Drogenbosse zu dieser Zeit war, konnte er sich während der Amtszeit von Präsident Miguel de la Madrid (1982–1988) unbehelligt in Sinaloa bewegen.
Ab 1984 sorgte Gallardo für ein neues Vertriebsmodell von Kokain. Er sorgte mittels Koordination diverser regional operierender Drogenhändler für den Weitertransport und für Einfuhr und Vertrieb in die USA. 1987 beschloss er den Drogenschmuggel neu zu organisieren und gleichzeitig auf einen Teil seiner Macht zu verzichten. Mit anderen Drogenhändlern vereinbarte er, die plazas (Drogenrouten oder -umschlagplätze) wie folgt aufzuteilen:
- Tijuana: Arellano-Félix-Brüder (später Tijuana-Kartell);
- Ciudad Juárez: Familie Carrillo Fuentes (später Juárez-Kartell);
- Bundesstaat Sonora: Miguel Caro Quintero (später Sonora-Kartell);
- Bundesstaat Tamaulipas: Juan García Abrego (später Golf-Kartell);
- Bundesstaat Sinaloa: El Chapo und El Mayo (später Sinaloa-Kartell).

## Verhaftung und Verurteilung
Gallardo wurde vier Monate nach dem Amtsantritt von Präsident Carlos Salinas de Gortari am 8. April 1989 in Guadalajara widerstandslos von Guillermo González Calderoni festgenommen.
Er wurde zu 40 Jahren Gefängnis verurteilt, die er im mexikanischen Hochsicherheitsgefängnis Altiplano (Centro Federal de Readaptación Social Número 1 “Altiplano”) verbüßt. Im Mai 2009 veröffentlichte die Zeitschrift Gatopardo Auszüge seiner Autobiografie.

## Kulturelle Rezeption
In der Fernsehserie El Chapo wird Félix Gallardo von Ricardo Lorenzana verkörpert, in der Netflix-Serie Narcos: Mexico von Diego Luna.